# Shenzhou 4
Shenzhou 4 foi o quarto voo não-tripulado do Programa Shenzhou, criado pela República Popular da China para colocar um chinês no espaço e posterior exploração espacial. Lançada em 29 de dezembro de 2002 no topo de um foguete Longa Marcha 2F, o primeiro lançamento noturno de uma missão Shenzhou, a nave levou ao espaço dois manequins humanos para testar os sistemas de suporte à vida.
A espaçonave foi equipada para um voo tripulado, transportando sacos de dormir, comida, água e medicamentos. As janelas foram construídas de um novo material, criado para mantê-las claras após a reentrada, permitindo à tripulação confirmar se os pára-quedas tinham sido abertos corretamente. Esta espaçonave foi ao espaço sem diferenças para a posterior, Shenzhou 5, que levou o primeiro chinês à orbita terrestre, transportando equipamentos para voo manual e aterrissagem de emergência, sistemas necessários para um voo tripulado. Uma semana antes da missão, taikonautas treinaram na nave para se habituarem com seus sistemas.
Inicialmente a nave foi colocada numa órbita com altitude variável entre 198 e 331 km, com uma inclinação de 42,4º e no fim do primeiro dia em órbita subida para um altitude entre 330 e 337 km. Em 4 e 5 de janeiro, pequenas manobras foram conduzidas da Terra. A taxa de decomposição orbital cresceu em 1 de janeiro, indicando que os painéis solares da nave foram abertos pela primeira vez. Comparado com a missão anterior Shenzhou 3, o período orbital da Shenzhou 4 foi muito mais limitado, com manobras menores da nave.
A espaçonave transportou 100 sementes de peônias para investigar o efeito da falta de peso nas plantas crescidas a partir delas. Os 52 experimentos científicos levados a bordo incluíam experiências das áreas de física, biologia, medicina, astronomia, observação terrestre e ciência dos materiais.
Quatro embarcações de rastreamento foram usadas para acompanhar a missão, estacionadas na costa da África do Sul, no Oceano Índico próximo à Austrália Ocidental, no norte do Oceano Pacífico próximo ao Japão e no Pacífico Sul, a oeste da Nova Zelândia.
A missão foi encerrada no dia 5 de janeiro de 2003, com a cápsula de reentrada pousando a cerca de 40 km da cidade de Hohhot, na Mongólia Interior. Assim como nas missões anteriores, o comando remoto para a reentrada foi dado por um dos navios de rastreamento. Pensou-se anteriormente que os chineses tentariam um pouso no oceano para testar o sistema de emergência mas isso acabou não se concretizando. O módulo orbital permaneceu em órbita até 9 de setembro de 2003, até ser trazido de volta e destruído na atmosfera.